# Hoplitella armata
Hoplitella armata är en mossdjursart som först beskrevs av George Busk 1852.  Hoplitella armata ingår i släktet Hoplitella och familjen Candidae. Inga underarter finns listade i Catalogue of Life.